# Курица моамбе
Курица моамбе (фр. poulet à la moambe, или poulet moambe, порт. moamba de galinha) — куриное блюдо, популярное в Центральной Африке, считается национальным блюдом Анголы и Республики Конго. Моамбе — соус из околоплодника пальмовых орехов и пальмового масла. Он является важным ингредиентом рагу и соусов в африканской кухне.
Блюдо готовится из курицы, специй и пальмового масла, чтобы получить консистенцию, напоминающую стью. В Конго и Центральной Африке существует ряд местных или региональных вариаций; блюдо известно и за пределами континента.

## Приготовление
Пуле моамбе (по-французски «курица в соусе из пальмового масла») готовится путем томления курицы в моамбе (пальмовом масле) и шпинате, а затем приправляется такими специями, как пири-пири или красный перец. Обычно его подают со сладким картофелем, коричневым луком, яйцами вкрутую и соусом из измельченных пальмовых орехов. К курице моамбе также можно добавить рис или пасту из маниока. Курицу можно заменить уткой или рыбой.

## Популярность
Курица моамбе считаются национальным блюдом в Демократической Республике Конго. Это также считается национальным блюдом Габона, где оно известно как poulet nyembwe, и в Анголе, где оно известно как moamba de galinha, хотя ангольское блюдо имеет «чисто бразильское» происхождение. Это обычное домашнее блюдо в Бельгии. Курицу моамбе по-ангольски можно найти в Португалии.